# Gentscho Dontschew
Gentscho Dontschew (bulgarisch Генчо Дончев; * 20. Dezember 1928 in Jaworowo, Bulgarien) ist ein bulgarischer Philosoph und Übersetzer. Er war Mitarbeiter der Bulgarischen Akademie der Wissenschaften und lebt jetzt (2009) als Pensionär in Sofia.

## Leben
Dontschew ist durch seine Hegel-Übersetzungen und Übersetzungen anderer deutscher Idealisten des 18. Jahrhunderts bekannt geworden sowie durch die Forschungsarbeit auf diesem Gebiet. Er war Stipendiat der Alexander von Humboldt-Stiftung, der Fritz Thyssen Stiftung, des DAAD und der Schweizerischen Akademie der Geistes- und Sozialwissenschaften.
Als Gegner des kommunistischen Regimes in Bulgarien wurde Dontschew schikaniert und vom Geheimdienst beobachtet. 1986 erlangte er die Habilitation und wurde Mitglied des internationalen Beirats für Hegelforschung. 2008 wurde er mit dem großen Preis des bulgarischen Übersetzerverbandes ausgezeichnet, 2009 mit dem nationalen Preis für Buchwesen und Kultur Hristo Danow.
Die Ausgaben seiner Übersetzungen wurden durch Inter Nationes, die Fritz Thyssen Stiftung, das Goethe-Institut, Pro Helvetia sowie die Ludwig Hohl Stiftung gefördert.